# Gillette Federer Tour
Gillette Federer Tour foi um torneio-exibição de tênis que aconteceu no mês de Dezembro de 2012, no Brasil (cidade de São Paulo, Ginásio do Ibirapuera), na Argentina e na Colômbia. Este torneio é o maior evento de tênis da América Latina. O torneio-exibição reuniu atletas consagrados do tênis mundial, como Jo-Wilfried Tsonga, Tommy Haas, Tommy Robredo, Victoria Azarenka, Maria Sharapova, Serena Williams e os irmãos Bob e Mike Bryan, além dos brasileiros Thomaz Bellucci, Bruno Soares e Marcelo Melo, e o próprio Roger Federer. Esta também foi a primeira vez que o suíço visitou o Brasil.

## Dados

### Brasil
- Data: 6 a 9 de Dezembro de 2012
- Local: Ginásio do Ibirapuera, São Paulo
- Piso: Indoor Hard (quadra rápida coberta)

#### Jogos
6 de dezembro - 19h30
- Bob/Mike Bryan vs. Bruno Soares/Marcelo Melo

| 06 de Dezembro de 2012 19h30 | Bruno Soares/Marcelo Melo | 1 - 2             | Bob/Mike Bryan | Ginásio do Ibirapuera Público: 8.624 |
| 06 de Dezembro de 2012 19h30 | 2 6 3                     | Set 1 Set 2 Set 3 | 6 3 6          | Ginásio do Ibirapuera Público: 8.624 |

- Roger Federer VS. Thomaz Bellucci

| 06 de Dezembro de 2012 21h30 | Thomaz Bellucci | 2 - 1             | Roger Federer | Ginásio do Ibirapuera Público: 8.624 |
| 06 de Dezembro de 2012 21h30 | 7 3 6           | Set 1 Set 2 Set 3 | 5 6 4         | Ginásio do Ibirapuera Público: 8.624 |

7 de dezembro - 19h30
- Maria Sharapova VS. Caroline Wozniacki

| 06 de Dezembro de 2012 19h30 | Maria Sharapova | 2 - 0       | Caroline Wozniacki | Ginásio do Ibirapuera Público: 6.254 |
| 06 de Dezembro de 2012 19h30 | 6 7             | Set 1 Set 2 | 2 6                | Ginásio do Ibirapuera Público: 6.254 |

- Thomaz Bellucci VS. Jo-Wilfried Tsonga

| 07 de Dezembro de 2012 21h30 | Thomaz Bellucci | 0 - 2       | Jo-Wilfried Tsonga | Ginásio do Ibirapuera Público: 6.254 |
| 07 de Dezembro de 2012 21h30 | 2               | Set 1 Set 2 | 6                  | Ginásio do Ibirapuera Público: 6.254 |

8 de Dezembro - 19h
- Serena Williams VS. Victoria Azarenka

| 08 de Dezembro de 2012 19:30 | Serena Williams | 0 - 2       | Victoria Azarenka | Ginásio do Ibirapuera Público: 9.541 |
| 08 de Dezembro de 2012 19:30 | 3 5             | Set 1 Set 2 | 6 7               | Ginásio do Ibirapuera Público: 9.541 |

- Roger Federer VS. Jo-Wilfried Tsonga

| 08 de Dezembro de 2012 21h30 | Roger Federer | 2 - 0       | Jo-Wilfried Tsonga | Ginásio do Ibirapuera Público: 9.541 |
| 08 de Dezembro de 2012 21h30 | 7 6           | Set 1 Set 2 | 6 3                | Ginásio do Ibirapuera Público: 9.541 |

9 de Dezembro
- Thomaz Bellucci vs Tommy Robredo

| 09 de Dezembro de 2012 19h30 | Thomaz Bellucci | 2 - 0       | Tommy Robredo | Ginásio do Ibirapuera Público: 9.971 |
| 09 de Dezembro de 2012 19h30 | 7 6             | Set 1 Set 2 | 6 3           | Ginásio do Ibirapuera Público: 9.971 |

- Roger Federer vs Tommy Haas

A princípio, este jogo seria Federer x Ferrer. Mas, devido a uma lesão nas costas, o espanhol David Ferrer foi substituído pelo alemão Tommy Haas. 
| 09 de Dezembro de 2012 21h30 | Roger Federer | 2 - 0       | Tommy Haas | Ginásio do Ibirapuera Público: 9.971 |
| 09 de Dezembro de 2012 21h30 | 6             | Set 1 Set 2 | 4          | Ginásio do Ibirapuera Público: 9.971 |

### Argentina

#### Jogos
12 de Dezembro
- Juan Martin Del Potro vs Roger Federer

| 12 de Dezembro de 2012 21h30 | Guillermo Vilas | 0 - 2             | José Luis Clerc | Público: 20.000 |
| 12 de Dezembro de 2012 21h30 | 2 1             | Set 1 Set 2 Set 3 | 6               | Público: 20.000 |

- Juan Martin Del Potro vs Roger Federer

| 12 de Dezembro de 2012 21h30 | Juan Martin Del Potro | 2 - 1             | Roger Federer | Público: 20.000 |
| 12 de Dezembro de 2012 21h30 | 3 6                   | Set 1 Set 2 Set 3 | 6 3 4         | Público: 20.000 |

13 de Dezembro
- Juan Martin Del Potro vs Roger Federer

| 13 de Dezembro de 2012 21h30 | Juan Martin Del Potro | 0 - 2       | Roger Federer | Público: 20.000 |
| 13 de Dezembro de 2012 21h30 | 4 6                   | Set 1 Set 2 | 6 7           | Público: 20.000 |

### Colômbia
22 de Dezembro
- Roger Federer vs. Jo-Wilfried Tsonga

| 22 de Dezembro de 2012 21h30 | Roger Federer | 2 - 1             | Jo-Wilfried Tsonga |  |
| 22 de Dezembro de 2012 21h30 | 7 (8) 2 6     | Set 1 Set 2 Set 3 | 6 (6) 6 3          |  |

## Críticas
- O evento do Brasil recebeu críticas dos atletas quanto a estrutura deficiente do ginásio, e o forte calor[18]; e dos telespectadores quanto a desorganização do evento (venda de ingressos para os jogos eram de cadeiras numeradas, mas os locais muitas vezes já estavam ocupados por outras pessoas), apesar de não ter havido nenhum incidente grave.[19] Outra crítica foi com relação ao preço dos ingressos (R$ 500 para cadeira superior e R$ 990 para cadeira inferior). Os organizadores se defenderam dizendo que o custo do torneio foi muito alto (perto dos R$ 20 milhões de reais).[20]